# Downs syndrom

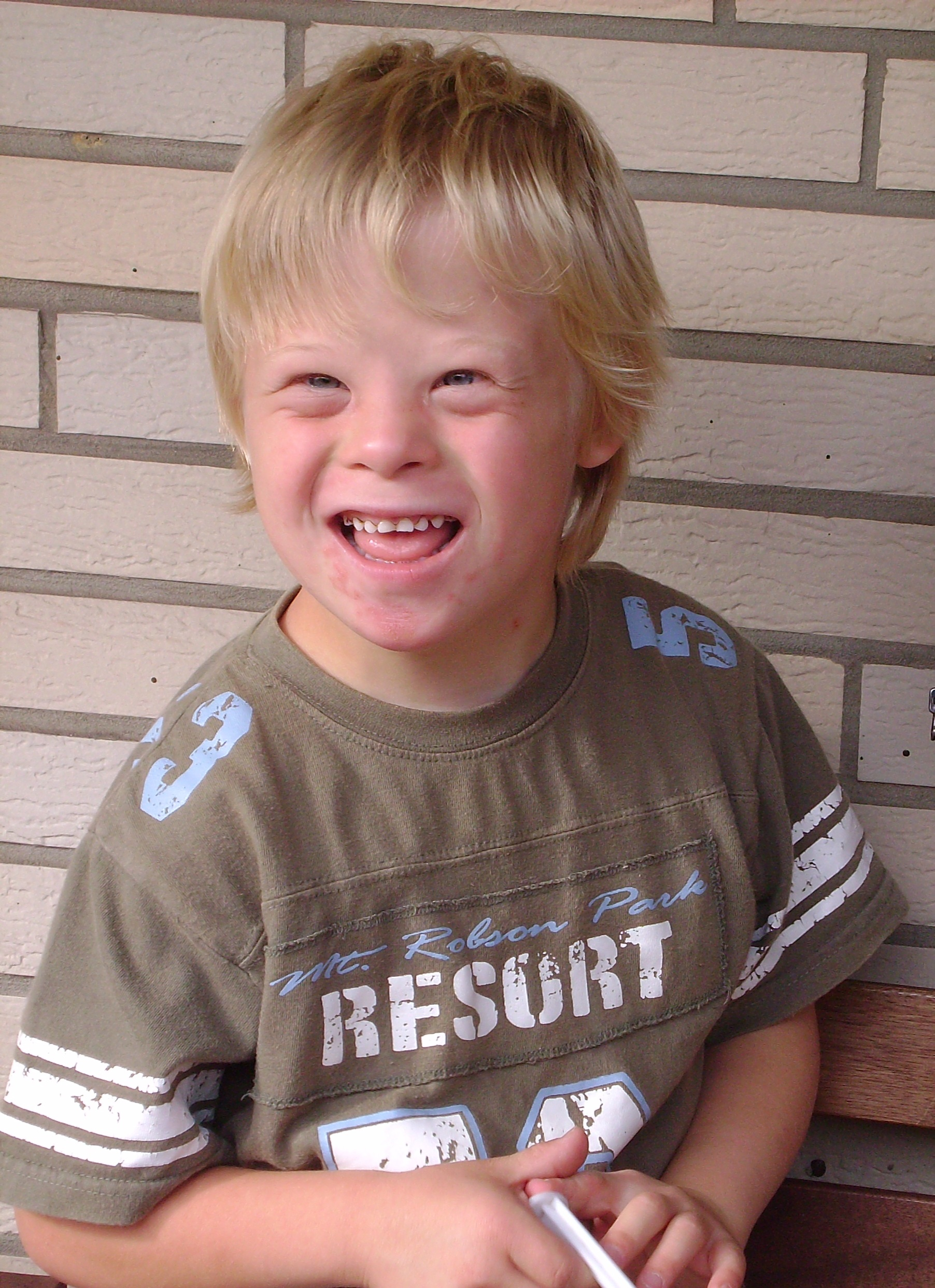
Pojke med Downs syndrom

Downs syndrom är ett syndrom som beror på en kromosomavvikelse. En person med Downs syndrom har tre exemplar av kromosom nummer 21 istället för det normala två, så kallad trisomi-21 (alternativt delar av den extra kromosomen). Detta leder till en intellektuell funktionsnedsättning som kan variera från mycket lindrig till grav. 
Tillståndet karakteriseras av en kombination av större och mindre avvikelser hos personen. Downs syndrom hänger ofta samman med vissa begränsningar av de kognitiva förmågorna och den fysiska tillväxten, samt karakteristiska ansiktsdrag. Personer med Downs syndrom har vanligtvis en kognitiv förmåga som är lägre än genomsnittet och har ofta en intellektuell funktionsnedsättning som spänner från lindrig till måttlig. Ett litet antal av personerna har en svår till mycket svår intellektuell funktionsnedsättning. Incidensen att ett barn skall födas med Downs syndrom är 1 per 800–1500, även om det statistiskt sett är mycket vanligare om modern är äldre. Andra faktorer kan också spela roll. Det går att upptäcka Downs syndrom hos ett foster genom ett så kallat fostervattenprov under graviditeten.
Många av de vanliga fysiska särdragen hos personer med Downs syndrom kan även uppkomma hos personer med en normal uppsättning av kromosomer. För att särskilja detta används Halls kriterier som består av 20 kännetecken. Om barnet har 12 eller fler av dessa är diagnosen klar. Några av kännetecknen inkluderar en onormalt liten haka, ett ovanligt runt ansikte, makroglossi, det vill säga en utskjutande eller förstorad tunga, mandelformade ögon på grund av ett mongolveck på ögonlocket, kortare lemmar och små händer som har en enda fåra i handflatan (som sträcker sig över handflatan), små fötter, lågt sittande öron, tjockt skinn i nacken, muskelsvaghet och ett avstånd mellan stortån och den andra tån som är större än vad som är vanligt. Personer med Downs syndrom har en ökad benägenhet att få problem med hjärtat, gastroesofageal refluxsjukdom, återkommande infektioner i örat, obstruktiv sömnapné samt problem med sköldkörteln med mera.
Att tidigt stödja familjerna, undersöka barnen efter vanliga problem, behandla dessa medicinskt när de upptäcks, en befrämjande familjemiljö, och deltagande i yrkesskolor kan förbättra den allmänna utvecklingen för barn med Downs syndrom. Även om vissa av de genetiska begränsningarna som följer Downs syndrom inte kan överkommas kan utbildning och en god omvårdnad förbättra livskvalitén.
Downs syndrom har sitt namn efter John Langdon Down, den brittiske läkare som år 1866 blev den första att beskriva syndromet. Efter Downs död 1896 fortsatte många med hans arbete, men på grund av den begränsade tekniken dröjde det till slutet av 1950-talet innan man kom fram till orsaken till tillståndet. Upptäckten att det hela berodde på en extra kromosom 21 gjordes av Jérôme Lejeune år 1959. 
En äldre term för Downs syndrom är mongolism och då kallades en person som hade syndromet för mongoloid. Uttrycket uppfattas idag som kränkande. Uttrycket mongolism uppkom på grund av det så kallade mongolvecket. Vecket vid ögat som personer med Downs syndrom har, är också vanligt hos folk med östasiatisk bakgrund.

## Kromosomavvikelser

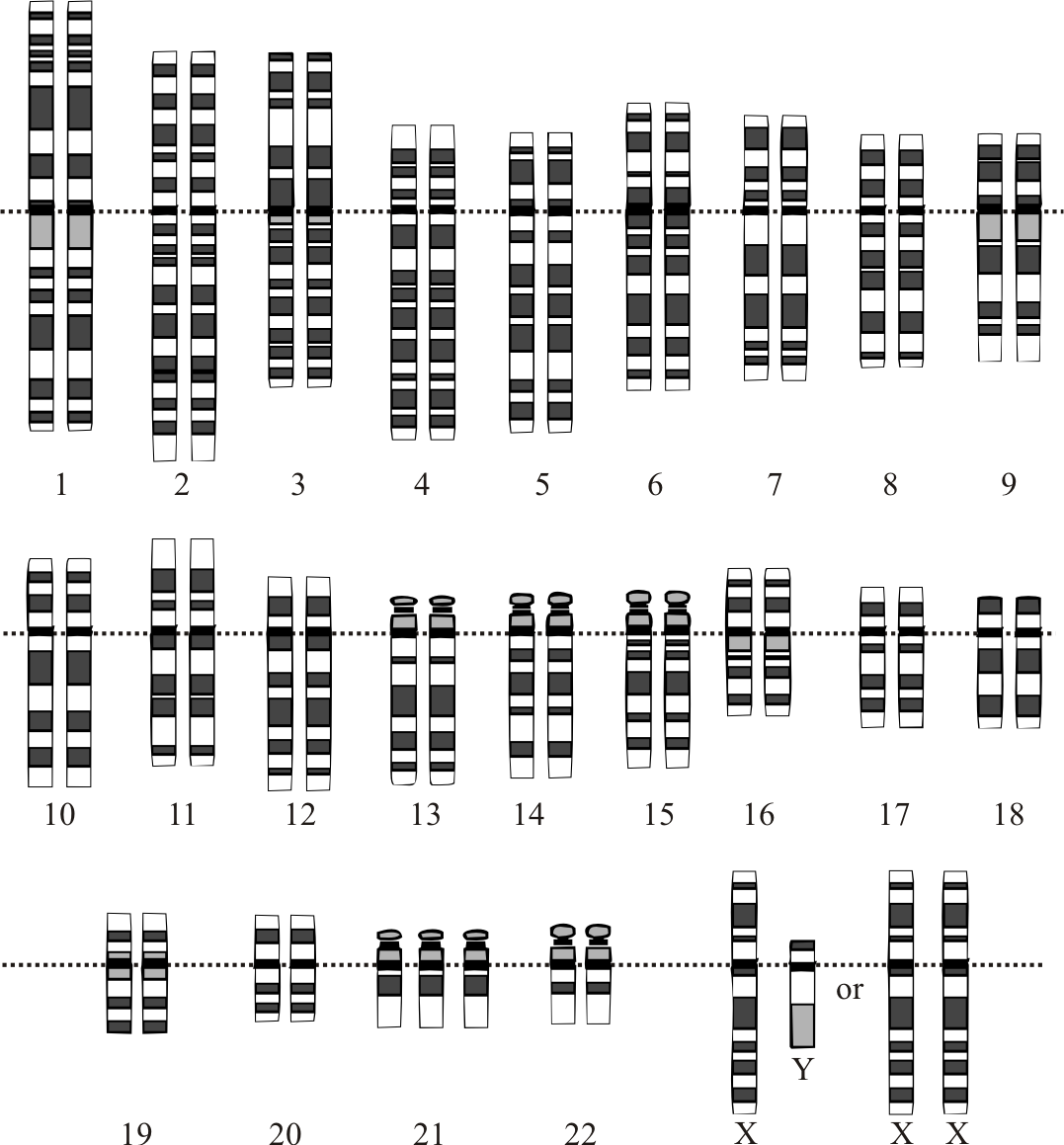
Karyotyp för trisomi Downs syndrom, notera de tre kromosom 21.

Det finns fyra olika typer av kromosomavvikelser vid Downs syndrom:
- Trisomi 21 (94 %). Det finns en extra lös kromosom 21 i samtliga celler. Trisomi 21 uppstår vid bildningen av könsceller, vid den sk. reduktionsdelningen som sker vid ägglossningen.
- Translokationstrisomi 21 (4 %). En extra kromosom 21 "sitter fast" med en annan kromosom (kromosom 13, 14, 15, 21 eller 22).
- Trisomi 21-mosaik (2 %). Är en blandning av vanliga celler och celler med kromosomavvikelsen trisomi 21
- Partiell trisomi 21 (0,1 %). Detta betyder att en bit av kromosom 21 finns i tre uppsättningar i cellerna. Ett extra segment av kromosom 21 sitter på en annan kromosom.

## Halls kriterier

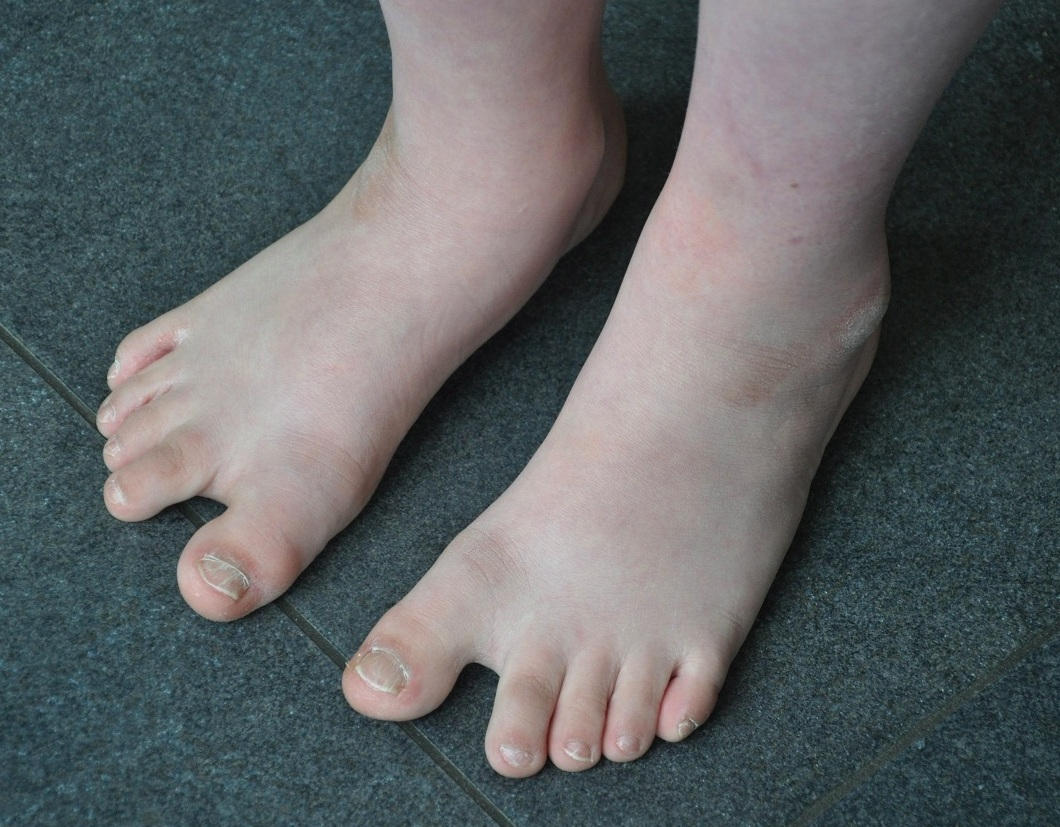
Stort avstånd mellan stortån och andra tån, så kallat sandalgap, är vanligt förekommande hos personer med Downs syndrom.

Det finns flera yttre igenkänningstecken, även om inget av dem finns hos alla individer med Downs syndrom. Man söker efter dessa enligt Halls kriterier. 
- För tidigt född och/eller underviktig
- Muskelslapphet (Hypotonus) (80 %)
- Långsamt utvecklad så kallad Mororeflex hos det nyfödda barnet. (Reflexen kan utlösas genom att man släpper barnets huvud bakåt. Barnet slår då ut med armarna och gör sedan en omklamringsrörelse). (85 %)
- Överrörliga leder (80 %)
- Platt ansikte (90 %)
- Rikligt med nackskinn (80 %)
- Epikantveck, även kallat mongolveck (därav benämningarna mongolism och mongoloid ): ett veck i inre ögonvrån
- Snedställda ögonspringor
- Brushfields prickar, det vill säga små vita fläckar på regnbågshinnan
- Lågt sittande ytteröron, som har fått veck
- Tungan hålls utanför munnen
- Högt gomtak
- Snörvlande andning
- Korta breda händer som är hårda och med korta fingrar som är överrörliga
- Korta breda fötter som är hårda och med korta tår som är överrörliga.
- Fyrfingerfåra, dvs en fåra i handflatan som sträcker sig över hela handflatan
- Kort lillfinger som är krökt inåt och där mellanfalangen är underutvecklad
- Stort avstånd mellan stortån och andra tån, så kallat sandalgap
- Avvikande form på höftleden, vilket bara kan ses på röntgen
- Tandavvikelser (när barnet blir äldre).

## Diagnostisering
När man misstänker att ett barn fötts med Downs syndrom ställs diagnosen med hjälp av kromosomanalys. De olika problem som kromosomavvikelsen kan leda till är olika från person till person. Dessa kan vara: 
- Medicinska problem
- Neurologiska problem
- Avvikelser i den intellektuella utvecklingen
- Epilepsi
- Psykiska tilläggshandikapp
- Demensutveckling
- Manlig eller kvinnlig sterilitet

## Förekomst
Varje år föds det drygt 100 barn med Downs Syndrom i Sverige vilket motsvarar ca 1 på 700 levande födda.

Sannolikheten att barnet skall få Downs syndrom ökar mycket kraftigt med tilltagande ålder hos modern.

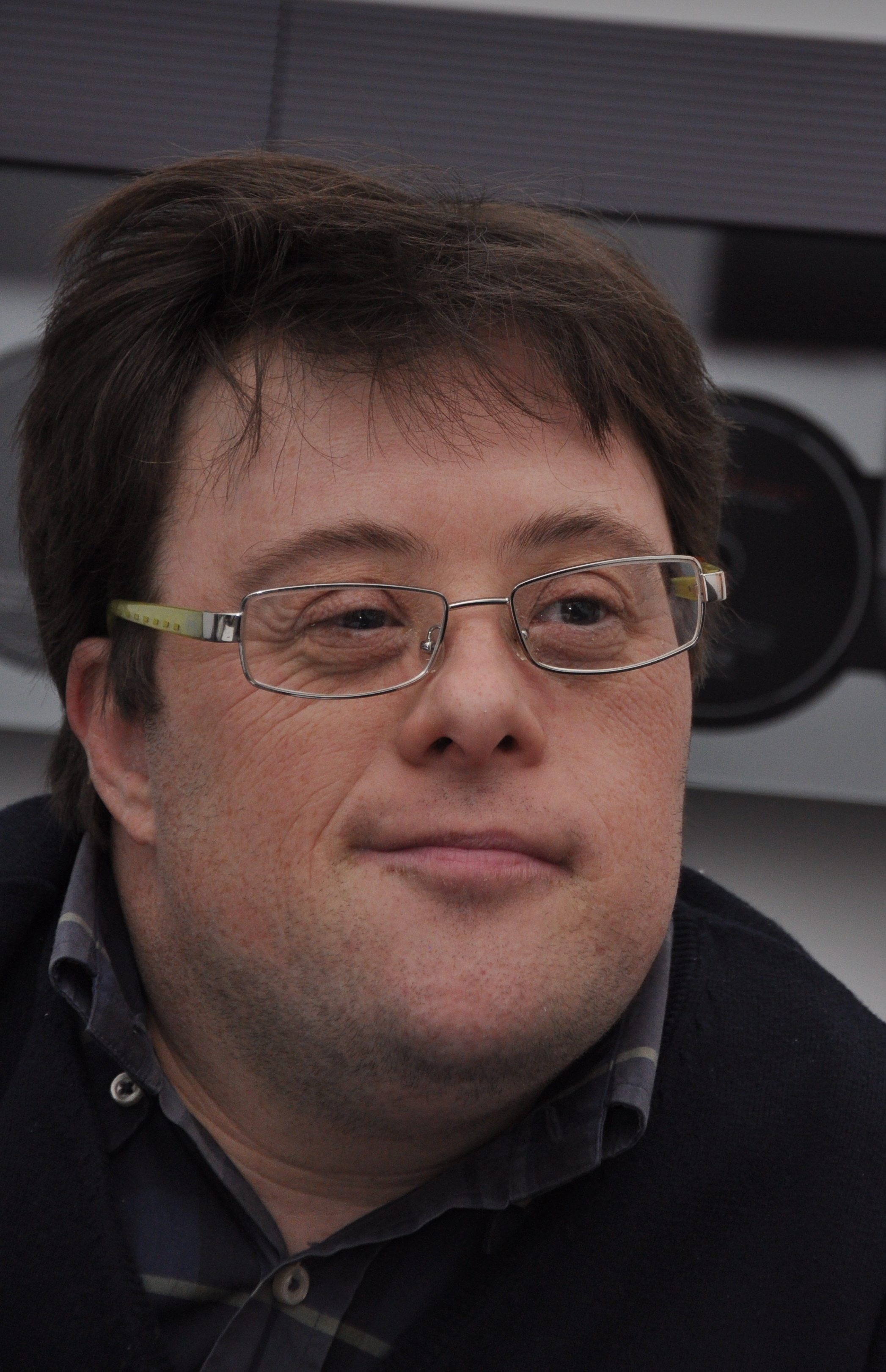
Pablo Pineda, en spansk skådespelare med Downs syndrom.

Sannolikheten att barnet skall få Downs syndrom ökar mycket kraftigt med tilltagande ålder hos modern. 1 av 100 barn till 40 år gamla mödrar får Downs syndrom, medan sannolikheten bara är 1 på 1500 för mödrar som är 20–24 år. Från 31 års ålder till 40 ökar sannolikheten från 1 av 800 till 1 av 84, och 1 av 44 vid 50 års ålder hos modern. Även faderns ålder påverkar, men har inte lika stor påverkan på sannolikheten att barnet föds med Downs syndrom. Äldre mödrar erbjuds numera alltid fosterdiagnostik. Många landsting erbjuder nu KUB-test till alla gravida.

## Samsjuklighet

### Intellektuell funktionsnedsättning

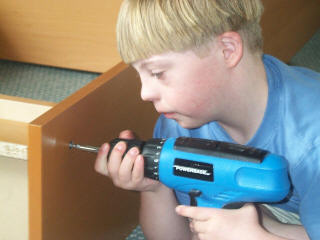
Pojke med Downs syndrom.

Den enda gemensamma funktionsnedsättningen för personer med Downs syndrom är intellektuell funktionsnedsättning. Den intellektuella utvecklingen skiljer sig dock kraftigt mellan olika individer. Intelligenskvoten (IQ) vid Downs syndrom är vanligen mellan 35 och 70. I sällsynta fall förekommer en IQ lägre än 34.

### Hjärtfel
Downs Syndrom följs ofta (i cirka 40 % av fallen) av någon form av hjärtdefekt. Pojkar har oftare hjärtfel än flickor med syndromet, vilket bidrar till att just pojkar får syndromet diagnostiserat tidigare.

### Smärtupplevelser och Downs syndrom
När personer med Downs syndrom har ont kan smärtupplevelsen ske med viss fördröjning och ibland kan de ha svårt att exakt lokalisera varifrån smärtan kommer. Däremot är själva smärtupplevelsen samma som hos andra. Det finns risk för att dessa personers annorlunda sätt att reagera feltolkas och det kan leda till att de erbjuds sämre smärtlindring.
En fransk forskargrupp har studerat smärtupplevelser hos personer med Downs syndrom. Försöken gick till så att en isbit eller bomullssudd indränkt med kylspray pressades mot huden. När isbiten pressades mot huden fick man ange när det gjorde ont. Personer i en kontrollgrupp som inte hade Downs syndrom reagerade tidigare än dessa. När man sen skulle försöka lokalisera var bomullstussen pressades mot huden så var även där kontrollgruppen mer framgångsrik.

### Sköldkörteln
Sköldkörteln hos personer med Downs syndrom är ofta mindre än normalt och den drabbas också lättare av infektioner, som kan förstöra den. Ibland utvecklas antikroppar mot den egna sköldkörteln och det leder till att den så småningom förstörs. Det är därför ganska vanligt att personer med Downs syndrom har underproduktion av hormonet thyroxin, det vill säga hypotyreos. Denna sjukdom förekommer hos ungefär vart tredje barn med Downs syndrom.

### Infektionskänslighet
Man räknar med att hälften av de som har Downs syndrom har normal infektionskänslighet. En fjärdedel har fler förkylningar och liknande infektioner än normalt. En fjärdedel har fler svåra bakterieinfektioner än normalt som till exempel lunginflammation och öroninflammation. Orsakerna till infektionskänsligheten är många, exempelvis gör de trånga örontrumpeterna att öroninfektioner är vanligare och mer långdragna. Muskelslappheten gör att det blir svårare att hosta upp slem.

### Hudproblem
Personer med Downs syndrom får ofta en slags försenad överkänslighet i huden, som kan ge eksem. Huden åldras snabbt. Efter 25 års ålder är hudåldern cirka tio år äldre än den "riktiga" åldern.

### Cancer
Cancer är för personer med Downs syndrom inte en lika vanlig dödsorsak som hos andra amerikaner enligt en undersökning på nära nitton tusen avlidna personer med Downs syndrom i USA. De hade 93 % mer sällan cancer än en kontrollgrupp. Undantaget var leukemi och testikelcancer. Undersökningen visar även att livslängden nästan hade fördubblats mellan åren 1983 och 1997, från 25 till 49 år. I Sverige var livslängden cirka 35 år i början av 1970-talet och beräknas till 57 år på 1990-talet.

### Alzheimers sjukdom
Med hjälp av så kallad molekylärgenetisk metodik har man nu kunnat visa att det amyloidprotein som avlagras i hjärnan vid Alzheimers sjukdom styrs av gener på samma kromosom som är rubbad vid Downs syndrom (kromosom nr 21). Patienter med Downs syndrom utvecklar ofta Alzheimers sjukdom när de blir äldre. Amyloidprotein ingår som en viktig komponent i de senila placken och troligen i de förändrade nervcellerna vid Alzheimers sjukdom.
Man har vid flera tillfällen på senare tid upptäckt att personer med Downs syndrom som utvecklat Alzheimers har fått fel diagnos. 
Dessa personer har i stället varit deprimerade eller haft autismliknande tillstånd som har med psykologhjälp och stimulans gjort att personerna har blivit av med sin diagnos Alzheimers.

### Kortväxthet
Personer med Downs syndrom är ofta kortvuxna. Barnet har en normal tillväxt under graviditeten och fram till sex månaders ålder. Därefter avtar tillväxthastigheten och barnet växer långsammare fram till tre års ålder. Därefter växer de normalt. Under puberteten växer de något långsammare än normalt.

## Forskning
Forskningen om Downs syndrom fortsätter hela tiden. Möss används ofta i forskningssammanhang. Anledningen till att man använder sig av möss är att deras genuppsättning är mycket lik människans. Forskare har till exempel lyckats få fram möss som visar symtom på Downs syndrom och som samtidigt stärker bevisen på att det är en extra kopia av kromosom 21 som är ansvarig för syndromet.

## World Down Syndrome Day
European Down Syndrome Association har tagit initiativet till Internationella Downs syndrom-dagen. Den invigdes för första gången 21 mars 2006. Invigningen gick av stapeln med en stor fest i Brugge i Belgien. Ett sätt att uppmärksamma dagen är att bära olikfärgade eller udda strumpor.

## Historia
Downs syndrom har sitt namn efter John Langdon Down, den brittiske läkare som år 1866 blev den första att beskriva syndromet. Det var tidigt i hans karriär när han jobbade som medicinsk föreståndare på en institution för barn med inlärningssvårigheter som han upptäckte att barnen hade liknande ansiktsdrag. Down lyckades dock aldrig komma fram till orsaken till detta tillstånd. Efter Downs död 1896 fortsatte många med hans arbete, men på grund av den begränsade tekniken dröjde det till slutet av 1950-talet innan man kom fram till orsaken till tillståndet. Upptäckten att det hela berodde på en extra kromosom 21 gjordes av Jérôme Lejeune år 1959.